# Дощові ліси Нової Каледонії
Дощові ліси Нової Каледонії (ідентифікатор WWF: AA0113) — австралазійський екорегіон тропічних та субтропічних вологих широколистяних лісів, розташований на Новій Каледонії.

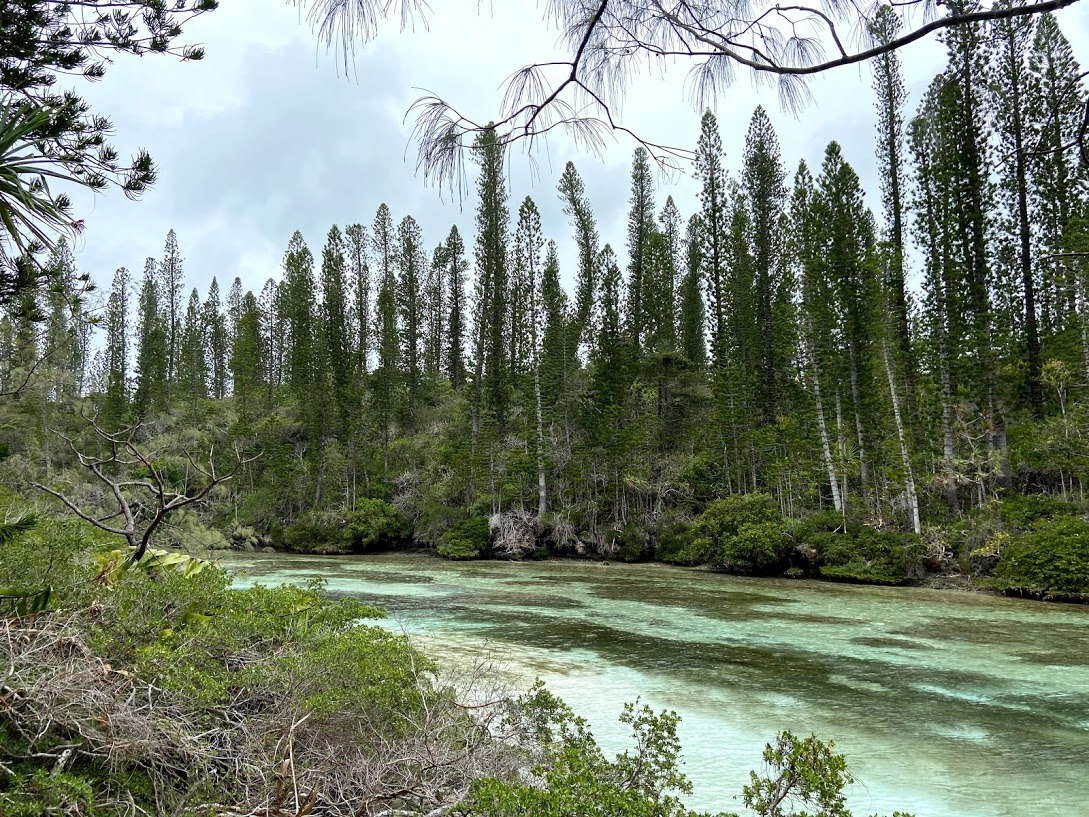
Араукарієвий ліс на острові Пен

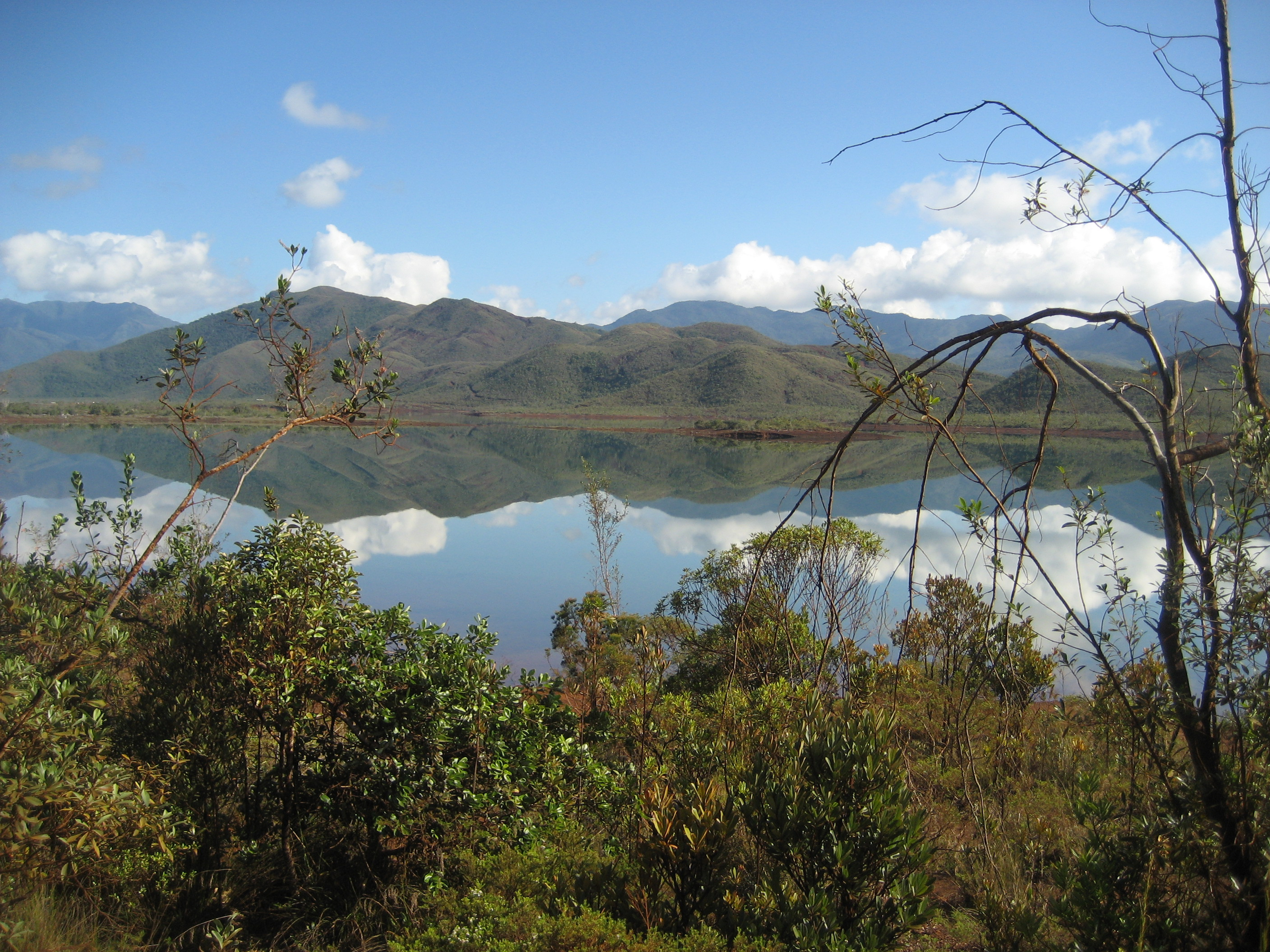
Ландшафт Національного парку Блакитної річки

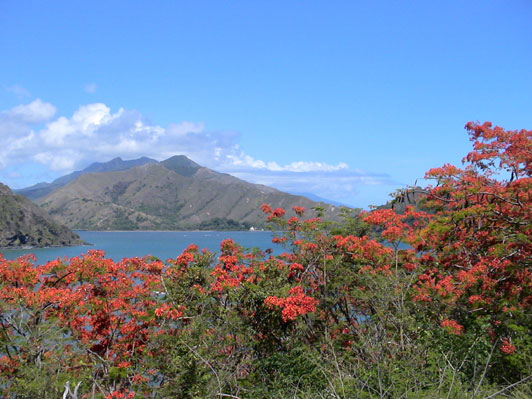
Вид на гору Паньє

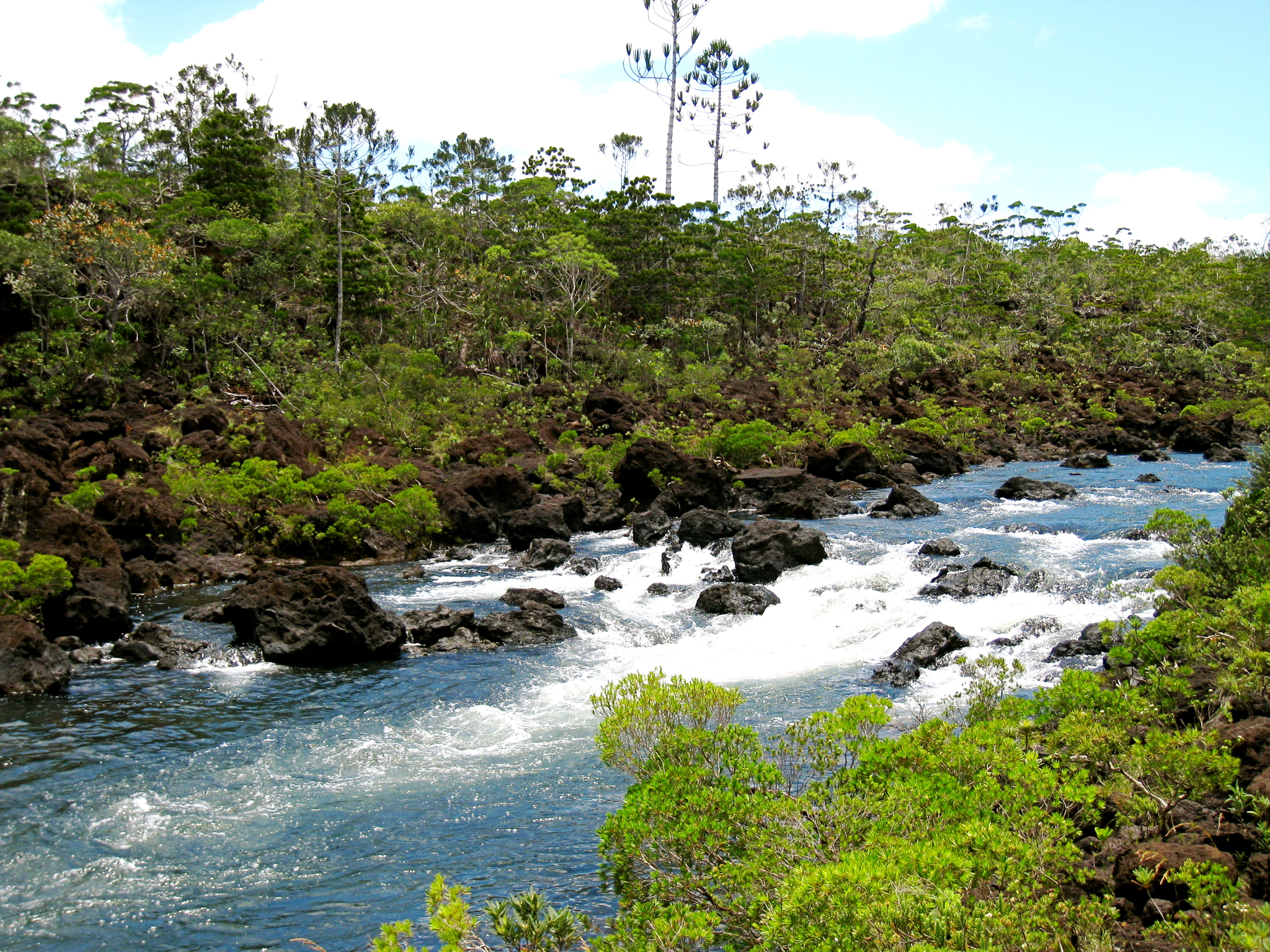
Чагарники маквісу на півдні Нової Каледонії

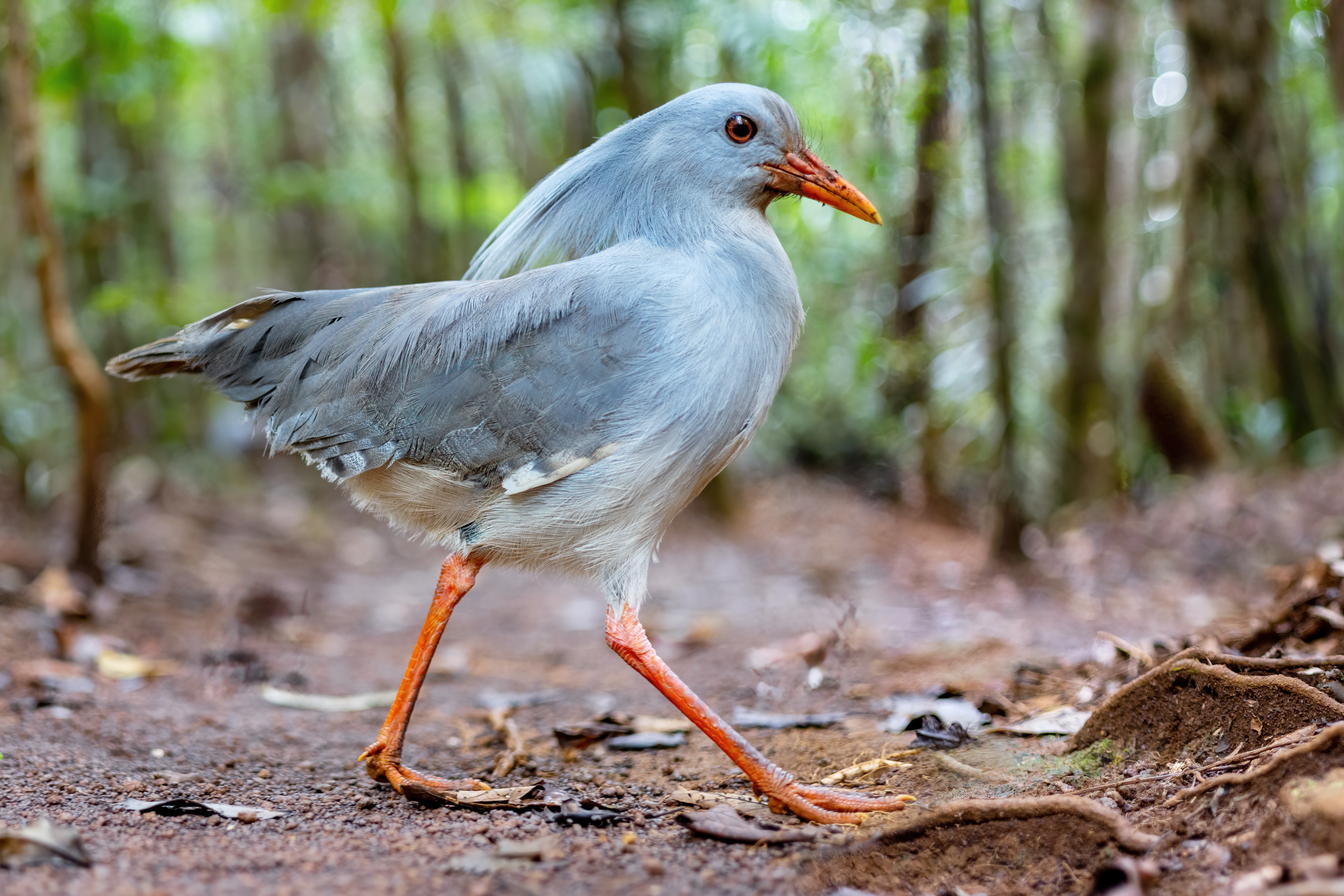
Кагу (Rhynochetos jubatus)

## Географія
Екорегіон дощових лісів Нової Каледонії охоплює більшу частину Нової Каледонії, заморського володіння Франції, розташованого на півдні Меланезії, між 19° і 23° південної широти, за 1200 км на схід від Австралії та за 1500 км на північний захід від Нової Зеландії. Зокрема, він включає більшу частину острова Нова Каледонія, за винятком підвітряних західних схилів, які є частиною окремого екорегіону сухих лісів Нової Каледонії. Крім того, екорегіон включає сусідні острови Луайоте, розташовані східніше, острови Белеп, розташовані північніше, та острів Пен, розташований південніше.
Нова Каледонія або Гранд-Тер є найбільшим островом в однойменному архіпелазі. Він простягається на 400 км з північного заходу на південний схід, а його ширина становить 40-60 км. Острів має гористий рельєф: вздовж всього острова простягається Центральний хребет, висота якого не перевищує 1500 м над рівнем моря, за винятком двох найвищих вершин — Паньє (1628 м) на півночі та гори Гумбольдта (1618 м) на півдні. Острови Луайоте та Пен мають переважно низинний рельєф і складаються з піднятих коралових вапняків.
На відміну від більшості відносно молодих островів Океанії, які мають вулканічне походження, Нова Каледонія є частиною Зеландії — фрагменту стародавнього суперконтиненту Гондвана. Зеландія відокремилася від Австралії 85-60 мільйонів років тому, однак була майже повністю затоплена водами Тихого океану приблизно 23 мільйони років тому. Нова Каледонія є вершиною підводного Норфолцького хребта, який поєднує її з Новою Зеландією. На острові досі зустрічається багато ендемічних видів, родів і навіть родин рослин та тварин, які мають реліктове гондванське походження.
Ізоляція та давність Нової Каледонії є не єдиними факторами, що сприяють різноманітності флори регіону. Ще одним фактором є надзвичайне різноманіття ґрунтів екорегіону. Приблизно на третині острова поширені кислі ультраосновні ґрунти, що утворилися з ультраосновних гірських порід, бідних на поживні речовини, однак багатих на токсичні для більшості рослин важкі метали, такі як нікель, магній, хром та марганець. Рослини протягом мільйонів років були змушені пристосовуватися до несприятливих ґрунтових умов, і небагато чужорідних рослин здатні конкурувати з такими пристосованими видами.

## Клімат
На більшій частині екорегіону домінує екваторіальний клімат (Af за класифікацією кліматів Кеппена), а в горах — вологий субтропічний клімат (Cfa за класифікацією кліматів Кеппена) або високогірний субтропічний клімат (Cfb за класифікацією Кеппена). Середньорічна кількість опадів коливається від 1500 мм на низинних островах Луайоте до 2000 мм на східному узбережжі Нової Каледонії та до 2000-4000 мм у високогір'ях острова. З листопада по березень на Новій Каледонії триває спекотний та вологий сезон, коли середня температура становить 27-30 °C, а з червня по серпень — прохолодний сухий сезон, коли температура опускається до 20-23 °C. Розподіл опадів має сезонний характер та пов’язаний зі східними пасатами.

## Флора
В межах екорегіону зустрічаються різні рослинні угруповання, розподіл яких залежить від кількості опадів, висоти над рівнем моря та ґрунтів. Основними рослинними угрупованнями регіону є рівнинні дощові ліси, поширені на островах Луайоте і Пен та у низинах Нової Каледонії, гірські ліси, поширені у високогір'ях Нової Каледонії, та невисокі чагарникові ліси, відомі на Новій Каледонії як маквіс, що зустрічаються в районах, де переважають кам'янисті ультраосновні ґрунти.
Рівнинні дощові ліси, як правило, мають мішаний видовий склад, однак подекуди перемежовуються деякими моновидовими насадженнями. Серед голонасінних дерев, поширених у рівнинних дощових лісах Нової Каледонії, слід відзначити коралову араукарію (Araucaria columnaris), араукарію Берньє (Araucaria bernieri), ланцетолисту каурі (Agathis lanceolata) та гірську каурі (Agathis ovata) з родини Араукарієві (Araucariaceae), а також арукарієподібний дакридіум (Dacrydium araucarioides), дакрикарпус Вьєйяра (Dacrycarpus vieillardii) та тисоподібний серполист (Falcatifolium taxoides) з родини Подокарпові (Podocarpaceae). Серед квіткових дерев, поширених в цих лісах, слід відзначити велику монтрузьєру (Montrouziera cauliflora), новокаледонський калофіллум (Calophyllum caledonicum), новокаледонську неогійомінію (Neoguillauminia cleopatra) та серценосну ернандію (Hernandia cordigera), а також дідимохетони (Didymocheton spp.) та деяких представників родини Протеєві (Proteaceae), зокрема новокаледонських слеймеродендронів (Sleumerodendron austrocaledonicum) та різних видів кермадекій (Kermadecia spp.) і віротій (Virotia spp.). У моновидових насадженнях переважають араукарії (Araucaria spp.), мелалеуки (Melaleuca spp.) та нотофагуси (Nothofagus spp.).
Гірські дощові ліси також, як правило, є мішаними. У них зазвичай переважають голонасінні араукарії (Araucaria spp.), каурі (Agathis spp.), ногоплідники (Podocarpus spp.), дакридіуми (Dacrydium spp.), смолокедри (Libocedrus spp.) і акмопіли (Acmopyle spp.), та покритонасінні метросідероси (Metrosideros spp.), крилолисти (Pterophylla spp.), квінтінії (Quintinia spp.) і нотофагуси (Nothofagus spp.).
Чагарникові ліси маквісу характеризуються високим флористичним різноманіттям та включають багато ендемічних видів. За структурою вони подібні до чагарників, що переважають в зонах з середземноморським кліматом, однак їхня чагарникова структура виникла не внаслідок особливостей клімату, а як реакція на ультраосновний субстрат. У маквісі Нової Каледонії домінують низькорослі араукарії (Araucaria spp.).
Флора дощових лісів Нової Каледонії походить від антарктичної флори, яка колись була поширена на півдні Гондвани. Подібно до тропічних лісів Австралії та помірних лісів Нової Зеландії, у лісах Нової Каледонії домінують голонасінні дерева з родин Араукарієві (Araucariaceae) та Подокарпові (Podocarpaceae), характерні для Південної півкулі, та покритонасінні дерева, зокрема нотофагуси або південні буки (Nothofagus spp.), а також дерева та кущі з родин Миртові (Myrtaceae) та Протеєві (Proteaceae).
На Новій Каледонії зустрічається 196 родин рослин, з яких три родини — Амборелові (Amborellaceae), Онкотекові (Oncotheca) та Феллінові (Phelline) є ендеміками архіпелагу. Також ендеміками є близько 14 % родів та 79,5 % видів рослин, поширених на Новій Каледонії. Рівень ендемізму тут є вищим, ніж на усіх інших островах Океанії, за винятком Гаваїв (89 %) та Нової Зеландії (81,9 %). Однак на Гаваях зустрічається лише 956 видів рослин, у порівнянні з 2973 видами, поширеними у Новій Каледонії. Навіть у Новій Зеландії зростає менше видів рослин, хоча лише Північний острів Нової Зеландії у сім разів більший за Нову Каледонію. Нижче різноманіття флори на Новій Зеландії, ймовірно, є результатом менш різноманітного субстрату та її географічного розташування у більш помірних широтах.
Високе різноманіття рослин на Новій Каледонії є не єдиною унікальною рисою її флори. Тут зустрічається багато стародавніх реліктових таксонів, тоді як деякі широко поширені роди та родини в екорегіоні відсутні. Прикладом може слугувати волосоніжкова амборела (Amborella trichopoda), єдиний представник родини амборелових (Amborellaceae), який вважається одним із найближчих живих родичів перших квіткових рослин. Нова Каледонія характеризується дивовижним розмаїттям голонасінних (примітивних неквіткових рослин, до яких належать хвойні), яких тут зустрічається 44 види (43 з яких є ендемічними) з 15 родів (3 з яких є ендемічними). Зокрема, на Новій Каледонії зростає єдина відома паразитична голонасінна рослина — новокаледонський паразитотис (Parasitaxus usta)
Великий сферптерис (Sphaeropteris feani), найбільший у світі вид папоротей, також є ендеміком Нової Каледонії. Він росте на кислих ґрунтах на східному узбережжі Гранд-Теру, як правило, на лісових галявинах. В екорегіоні зустрічаються й інші види деревоподібніх папоротей, зокрема новокаледонські сфероптериси (Sphaeropteris novae-caledoniae).

## Фауна
Єдиними ссавцями, поширеними на Новій Каледонії, є рукокрилі: чотири види криланів та сім видів кажанів, зокрема тихоокеанські крилани (Pteropus tonganus), малі довгокрили (Miniopterus australis) та малі меланезійські довгокрили (Miniopterus macrocneme). Ендеміками архіпелагу є новокаледонські крилани (Pteropus vetulus), барвисті крилани (Pteropus ornatus), новокаледонські квіткові крилани (Notopteris neocaledonica), новокаледонські щитокрили (Chalinolobus neocaledonicus) та новокаледонські великовухі кажани (Nyctophilus nebulosus), які переважно зустрічаються у дощових лісах на сході Нової Каледонії, а також луайотські довгокрили (Miniopterus robustior), які зустрічаються лише на островах Луайоте.
Орнітофауна Нової Каледонії нараховує близько 140 видів птахів, з яких близько 30 видів є ендемічними або майже ендемічними. Характерним ендеміком екорегіону є нелітаючий кагу (Rhynochetos jubatus) — єдиний живий представник родини кагових (Rhynochetidae), що живе в гірських дощових лісах Гранд-Теру і перебуває під загрозою зникнення. Іншим цікавим ендеміком регіону є новокаледонська ворона (Corvus moneduloides), яка вважається одним з найрозумніших птахів на планеті через те, що регулярно використовує інструменти (гілочки та листя) при добуванні їжі. 
Ендеміками Нової Каледонії є новокаледонські тілопо (Drepanoptila holosericea), новокаледонські пінони (Ducula goliath), новокаледонські яструби (Tachyspiza haplochrous), рогаті папуги (Eunymphicus cornutus), садові какаріки (Eunymphicus uvaeensis), новокаледонські какаріки (Cyanoramphus saisseti), смугасті медовки (Glycifohia undulata), новокаледонські медовички (Myzomela caledonica), новокаледонські медівники (Philemon diemenensis), новокаледонські шикачики (Edolisoma anale), новокаледонські свистуни (Pachycephala caledonica), строкатоволі віялохвістки (Rhipidura verreauxi), новокаледонські кущавники (Cincloramphus mariae), новокаледонські окулярники (Zosterops xanthochroa), малі шпаки-малюки (Aplonis striata) та новокаледонські папужники (Erythrura psittacea). Більшість з цих видів віддають перевагу вологим дощовим лісам на сході Нової Каледонії. 
Також ендеміками регіону є новокаледонські фрегети (Fregetta lineata) — морські птахи, що гніздяться лише на берегах Нової Каледонії. Ендемічні новокаледонські еготело (Aegotheles savesi), новокаледонські мао (Gymnomyza aubryana) та новокаледонські дрозди (Turdus xanthopus) є дуже рідкісними та перебувають на межі зникнення, а новокаледонські пастушки (Cabalus lafresnayanus) та жовтогорлі лорікети (Vini diadema), ймовірно, вже вимерли.
Серед майже ендемічних птахів, які окрім Нової Каледонії також зустрічаються на інших островах Океанії, слід відзначити червоночеревого тілопо (Ptilinopus greyi), новокаледонську салангану (Collocalia uropygialis), кардиналову медовичку (Myzomela cardinalis), бурого медовця (Lichmera indistincta), віялохвостого ріроріро (Gerygone flavolateralis), меланезійського шикачика (Coracina caledonica), довгохвостого оругеро (Lalage leucopyga), вануатського свистуна (Pachycephala chlorura), південного монарха-великодзьоба (Clytorhynchus pachycephaloides) та меланезійську міагру (Myiagra caledonica).
На Новій Каледонії зустрічається близько 140 видів плазунів, половина з яких була описана лише наприкінці XX та на початку XXI століття. Абсолютна більшість з цих видів є ендеміками. За винятком двох видів змій — тихокеанських деревних удавів (Candoia bibroni) та ендемічних луайотських сліпунів (Ramphotyphlops willeyi), які зустрічаються на островах Луайоте, всі плазуни Нової Каледонії належать до родин Геконові (Gekkonidae) та Сцинкові (Scincidae). Серед поширених в екорегіоні плазунів слід відзначити велетенських новокаледонських геконів (Rhacodactylus leachianus), найбільших геконів світу, чубатих геконів-бананоїдів (Correlophus ciliatus) та дуже рідкісних сцинків Бокура (Phoboscincus bocourti). У навколишніх водах зустрічається кілька видів морських крайтів (Laticauda) — отруйних морських змій з родини Аспідові (Elapidae). Амфібії на Новій Каледонії відсутні.
До появи на Новій Каледонії людей близько 3000 років тому фауна регіону включала низку своєрідних ендеміків, які наразі вимерли. Найбільшими хижаками Нової Каледонії в минулому були новокаледонські мекозухи (Mekosuchus inexpectatus) — наземні крокодили, які досягали до 2 м завдовжки. Також на Новій Каледонії раніше зустрічалися новокаледонські міоланії (Meiolania mackayi) — великі рогаті суходільні черепахи. Серед птахів, поширених на Новій Каледонії кілька тисяч років тому, слід відзначити новокаледонських сильвіорнісів (Sylviornis neocaledoniae) — великих нелітаючих куроподібних птахів, які важили до 30 кг, та низинних кагу (Rhynochetos orarius), родичів сучасних кагу, а також велетенських великоногів (Megapodius molistructor), новокаледонських голубів (Pampusana longitarsus), канацьких голубів (Caloenas canacorum), могутніх яструбів (Tachyspiza efficax), струнких яструбів (Tachyspiza quartus), новокаледонських сипух (Tyto letocarti), новокаледонських султанок (Porphyrio kukwiedei) та новокаледонських баранців (Coenocorypha neocaledonica). Вважається, що більшість із них вимерли незабаром після прибуття перших людей в регіон, можливо, через надмірне полювання.

## Збереження
Значна частина дощових лісів Нової Каледонії була знищена внаслідок масштабної вирубки та видобутку корисних копалин. До кінця XX століття їх площа скоротилася в 3,5 рази. Незважаючи на зменшення обсягу лісозаготівлі та видобутку корисних копалин, пік якого припав на 60-70-ті роки XX століття, на Новій Каледонії знаходиться близько 40 % відомих світових запасів нікелю і відбувається близько половини його світового видобутку. Видобуток корисних копалин значно впливає на місцеву екологію, зокрема призводить до одного з найгірших у світі рівнів ерозії ґрунту. Іншою загрозою для збереження природи регіону є поширення інтродукованих видів рослин і тварин, зокрема пацюків, кішок, собак та свиней, а також малих вогняних мурах (Wasmannia auropunctata), які загрожують популяціям місцевих плазунів та безхребетних.
Оцінка 2017 року показала, що 7872 км², або 56 % екорегіону, є заповідними територіями. Природоохоронні території включають: Провінційний парк Блакитної річки, Спеціальний заповідник гори Паньє, Парк Забутого узбережжя, Парк верхів'їв Думбеа та Парк Гранд-Фужер.